# Journée mondiale de la maladie de Chagas
La journée mondiale de la maladie de Chagas est une journée internationale mise en place par l'Organisation mondiale de la santé dans le but de sensibiliser le monde à la maladie de Chagas. Cette journée se célèbre le 14 avril de chaque année. Elle a été célébrée pour la première fois le 14 avril 2020,,,,,.

## Création
Cette maladie porte le nom de du médecin qui l'a diagnostiquée pour la première fois le 14 avril 1909. Il s'agit du brésilien Carlos Ribeiro Justiniano Chagas. Si la création de la Journée mondiale de la maladie de Chagas a été approuvée  le 24 mai 2019 lors de la 72e session de l'Assemblée mondiale de la santé, et officiellement créée lors de la plénière de l'AMS le 28 mai 2019, il est à noter que cela s'est fait sous l'impulsion de la Fédération internationale des associations de personnes touchées par la maladie de Chagas et a été soutenue par plusieurs institutions de santé, universités, centres de recherche, organisations et fondations,,.

## Objectifs
Selon le Dr Pedro Albajar Viñas, médecin-conseil de l'OMS, «Une journée annuelle célébrée au niveau mondial ne peut qu'attirer l'attention internationale (...) Ces journées peuvent contribuer à donner de la visibilité et à engager les pays à renforcer les interventions de lutte contre une  maladie qui est restée largement négligée, mais qui est toujours présente dans de nombreux pays.»,,
La Journée mondiale de la maladie de Chagas est l'une des 11 campagnes mondiales officielles de santé publique mis en place par l'Organisation mondiale de la santé (OMS), avec la Journée mondiale de lutte contre la tuberculose, la Journée mondiale de la santé, la Journée mondiale du paludisme, la Semaine mondiale de la vaccination, la Journée mondiale sans tabac, la Journée mondiale du donneur de sang, la Journée mondiale de l'hépatite, la Journée mondiale de la sécurité des patients, la Semaine mondiale de sensibilisation aux antimicrobiens et la Journée mondiale de lutte contre le sida,,,.